# درگذشته‌ها در ۲۰۱۲
آن‌چه در پی می‌آید فهرست افراد سرشناسی است که در سال ۲۰۱۲ درگذشته‌اند. نام‌ها بر اساس فهرست الفبایی نام خانوادگی افراد مرتب شده‌اند.
نام اشخاص را به صورت زیر اضافه کنید:
- نام، سن، کشور و دلیل سرشناسی، علت مرگ

## ژانویه
- ۱۱ ژانویه -مصطفی احمدی روشن، ۳۲ سال، ایران، معاون بازرگانی سایت هسته‌ای نطنز، انفجار بمب.
- ۱۳ ژانویه -ایرج گرگین، ۷۷ سال، ایران، روزنامه نگار و فعال رسانه، سرطان.
- ۱۳ ژانویه -عبدالله مجتبوی، ۸۷ سال، ایران، کشتی گیر.
- ۱۸ ژانویه -عبدالله بوتیمار، ۷۸ سال، ایران، بازیگر سینما و دوبلور، سکته مغزی.
- ۲۴ ژانویه - تئو آنگلوپولوس، ۷۶ سال، یونان، کارگردان سینما، تصادف با موتورسیکلت.

## فوریه
- ۱ فوریه - ویسواوا شیمبورسکا، ۸۸ سال، لهستان، شاعر و نویسنده و برنده جایزه نوبل ادبیات، سرطان ریه.
- ۶ فوریه - ساموئل یود، ۸۹ سال، انگلیس، نویسندهٔ انگلیسی، سرطان.
- ۶ فوریه - اسفندیار احمدیه، ۸۳ سال، ایران، انیماتور و نقاش ایرانی، بیماری خونی.
- ۱۱ فوریه - ویتنی هیوستون، ۴۸ سال، امریکا، خواننده و بازیگر، علت نامعلوم.

## مارس
- ۸ مارس - سیمین دانشور، ۹۰ سال، ایران نویسنده و مترجم ایرانی، کهولت سن و آنفلوآنزا.
- ۱۲ مارس - عبدالمحمد روح‌بخشان، ۷۳ سال، ایران، نویسنده و مترجم و ویراستار، ایست قلبی.
- ۱۵ مارس - سید ابوالقاسم حسینی، ۵۱ سال، ایران، تهیه کننده سینما، سکته قلبی.
- ۱۸ مارس - جلال ذوالفنون، ۷۴ سال، ایران، موسیقی‌دان و نوازنده سه‌تار، خونریزی داخلی.
- ۲۳ مارس - غلامحسین سمندری، ۸۰ سال، ایران نوازنده دوتار و استاد موسیقی خراسان، عوارض ناشی از سکته مغزی[۱].
- ۲۵ مارس - پروین‌دخت یزدانیان، ۸۹ سال، ایران، بازیگر سینما و تلویزیون، کهولت سن.

## آوریل
- ۵ آوریل - فاطمه طاهری، ۷۲ سال، ایران، سینما و تلویزیون، سکته قلبی.
- ۱۱ آوریل - قمر آریان، ۹۳ سال، ایران، نویسنده و مترجم و استاد ادبیات، بیماری.
- ۱۱ آوریل - احمد بن بلا، ۹۳ سال، الجزایر، اولین نخست وزیر و نخستین رئیس جمهور انتخابی الجزایر، کهولت سن.
- ۱۱ آوریل - فریدون پوررضا، ۹۰ سال، ایران، موسیقیدان و خواننده موسیقی فولکلوریک گیلکی، بیماری تنفسی.
- ۱۴ آوریل - پیرماریو موروسینی، ۲۵ سال، ایتالیا فوتبالیست تیم لیورنو، ایست قلبی در حین مسابقه.

## مه
- ۷ مه - ایرج قادری، ۷۷ سال، ایران، بازیگر و کارگردان، سرطان ریه.
- ۱۱ مه - پرویز شهریاری، ۸۶ سال، ایران ریاضی‌دان و فعال سیاسی، سکته قلبی.
- ۲۰ مه - رابین گیب، ۶۲ سال، بریتانیا خواننده گروه بی جیز، سرطان روده و کبد.

## ژوئیه
- ۲۸ ژوئیه- ایرن زازیانس، ۸۵ سال، ایران، بازیگر، سرطان ریه

## نوامبر
- ۳ نوامبر- ستار بهشتی، ۳۵ سال، ایران، کارگر و وبلاگ‌نویس منتقد، شکنجه تحت بازجویی.